# برايان واتسون
برايان واتسون (بالإنجليزية: Brian Watson)‏ هو سياسي أمريكي، ولد في 28 أكتوبر 1971 في ميدلتاون ،مقاطعة ديلاوير في الولايات المتحدة. نشط حزبياً في الحزب الجمهوري.